# Ramón García Duarte
Ramón García Duarte (1862-1936) fue un fotógrafo asturiano nacido en Lugo de Llanera, concejo al lado de Oviedo. De familia pudiente, estudió en la Escuela de Bellas Artes de Oviedo. De notables cualidades como dibujante, seguramente empezó a colaborar como retocador e iluminador en alguno de los estudios fotográficos que desarrollaban su actividad en tan novedosa profesión en la capital asturiana.

## Fotografía
Sus inicios como fotógrafo hay que situarlos en Avilés. En esa ciudad tuvo estudios en la calle Rui Pérez y la calle de la Estación.
Su formación en Bellas Artes le permite destacar pronto realizando ampliaciones retocadas. Su fama se va extendiendo por Oviedo y Gijón. Fue un gran retratista que innovó los esquemas un tanto rígidos imperantes hasta entonces. Se ve especialmente en sus retratos femeninos, de gran belleza y naturalidad, de posturas nuevas y desenvueltas, con gran dominio de la estética fotográfica más avanzada. Está a la altura de los mejores retratistas españoles de la época, como Franzen o Kaulak. Su fama como fotógrafo se extendió pronto por toda la región, lo que le obligó a ampliar la plantilla de su estudio con varios oficiales y aprendices, entre los que cabe destacar a sus sobrinos Manuel García Alonso e Hipólito García de la Fuente, que posteriormente se independizarían como fotógrafos, el primero de ellos en Avilés y el segundo en Oviedo.
En agosto de 1903 inauguró estudio en la calle Fruela de Oviedo, como sucursal de la central avilesina. Es en Oviedo donde continúa su labor de retratista individual y de grupo, y su contacto con los medios artísticos, sobre todo pintores, de la época, sus retratos están a gran altura. Allí se desplazaba los jueves, viernes, sábados y domingos. El resto de los días trabajaba en Avilés, especialmente los lunes, día de mercado en esta villa, al que afluían muchas gentes de los alrededores que aprovechaban para fotografiarse: su labor no se dedica solo al retrato pues sale también a los pueblos recogiendo la vida y los hechos más importante de sus habitantes, bodas y festejos así como bailes y procesiones. La atención de ambos estudios resultó imposible, por lo que en agosto de 1904 traspasó el local avilesino de la calle de la Estación al fotógrafo José Ibarra Rodríguez.
En ese periodo de un año en que funcionaron los dos estudios ovetense y avilesino de Duarte, había estado al frente del de la villa del Adelantado su sobrino Manuel García Alonso, que abrió en 1905 su propio local en Las Meanas (entonces parque del Retiro) y firmaba sus fotografías como 'Manuel Duarte', lo que provocó un enfrentamiento con su tío por el uso de su nombre comercial. A raíz de ello la firma pasó a ser 'Manuel Alonso (sobrino de Duarte)'. Toda su actividad se centró en Avilés, donde era conocido como Manolín Duarte, aunque colaboró asiduamente en periódicos, revistas y publicaciones regionales y nacionales. Falleció en 1955 y su interesante archivo, de placas de cristal y negativos, lamentablemente se perdió.
En Oviedo Ramón García Duarte consolidó su fama como gran retratista, remplazando a la dinastía fundada por los hermanos Ramón y Fernando del Fresno, que hasta entonces habían mantenido la hegemonía en dicha ciudad. En sus elaborados retratos, muchas veces retocados a lápiz o al óleo, contó con la colaboración de pintores y dibujantes como Augusto Junquera, Dionisio Muñoz de la Espada y José Prado Norniella. En 1912 trasladó su estudio a la calle de Gil de Jaz, donde continuó su labor con la ayuda de su hijo Ramón García Ovies, que falleció prematuramente en el cerco de Oviedo y poco después, también en 1936, murió Ramón García Duarte, uno de los grandes nombres, con formación académica, de la fotografía asturiana.
Se casó con Asunción Ovies Mocorrea natural de San Sebastian el 27 de junio 1888 en la capilla de del Cristo del Rivero (Avilés) propiedad de la familia Llano-Ponte, dependiente de la parroquia San Nicolas de Bari. Tuvo nueve hijos, todos nacidos en Avilés: Amparo, Celina, Ángeles, Lucía, Ramón, Armando, Jesús, María Asunción y María Dolores.
Su hija Amparo se casó con Nicanor de las Alas Pumariño. Fallece en el transcurso de la guerra civil. Su hija Celina se casó con el también político y empresario Luis Pérez-Lozana, con quien tuvo dos hijos: José Luis y José Ramón Pérez-Lozana García. José Ramón Pérez-Lozana García nieto del fotógrafo a su vez se casó con una sobrina de Nicanor: Mercedes Díaz de las Alas Pumariño ( hija de Mercedes, hermana de Nicanor de las Alas Pumariño)